# Alaotra

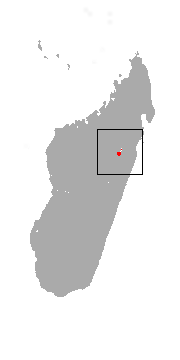
Lac Alaotra Gentle Lemur area

Alaotra är Madagaskars största insjö. Den ligger i Toamasinaprovinsen, i den nordöstra delen av ön, och har en yta på ca 450 kvadratkilometer.